# 豊年製油
株式会社ホーネンコーポレーション（英：Honen Corporation）は、かつて存在した東京都千代田区大手町に本社を置いた日本の食品メーカー。2002年に豊年味の素製油（Honen Ajinomoto Oil Mills, Inc.)に株式を移転し完全子会社化、その後経営統合し、J-オイルミルズ（J-OIL MILLS, Inc.）となった。鈴木商店系の製油業を、1922年（大正11年）に分離独立し設立された。日経平均株価構成銘柄の一つだった。

## 概要
かつて存在した日本の食品産業界の企業。上場会社で日経平均の構成銘柄だった。J-オイルミルズの前身。鈴木商店系。1930年より株式公開まで、同社中興の祖杉山金太郎が全株式を保有する未公開企業であったが、上場後も一族が大株主としてマジョリティを持っていた。
日本最大の製油工場と言われる清水工場を運営し、昭和期には植物油脂関連では国内トップシェアを誇るメーカーであった。同工場は現在もJ-オイルミルズの主力工場であり、ここにかつて専属の貨物列車の引き込み線などがあり現在でも跡地が道として活用されている他、豊年製油の貨物船（羽衣丸）の停泊施設などもあった。
南満州鉄道の事業を鈴木商店が継承した事に始まり、創業年1922年から合併された2004年までの間、数々のヒット商品を生み出し、日本の台所に広く親しまれた、日本を代表するグローバル食品メーカーであった。子会社には日華油脂や豊年リーバ（ユニリーバ・ジャパン）や豊ホルマリン工業などがあった。また清水エスパルスのスポンサー企業であったことでも知られる。

## 歴史
創設まで
1907年（明治40年）より南満州鉄道いわゆる満鉄が、日露戦争の末に獲得した特殊権益を用いて産業の研究開発を始め、大連に産業開発を目的とした満鉄中央試験所を開設。ドイツで開発された化学的特殊抽出法であるベンジン抽出法による特許権を獲得し、1914年（大正3年）より満鉄豆油製造所（油房）として試験的に製造を開始。
一方、国内においても鈴木商店の金子直吉が大豆油に注目し、1907年頃から大豆搾油を安倍元松らが研究を始めた。

そのころ満鉄社内外では満鉄直営による製油業の商業化についてそもそもの満鉄の事業と異なる目的での活動であると不安視されていた。満鉄は「其社は鉄道便宜のため左の附帯事業経営を得る、水運営、電気業、 倉庫業、鉄路附属地における土地、家屋の経営、其他政府の許可を受けたる経営」という規定のもとで設立されている。そのためこの製油業を満鉄二代目総裁中村是公が民間社へ任せることとし、事業の譲渡先（正式には製造所と特許権の売却先）の相手を信頼、資力、経験のある確実な企業として鈴木商店を選んだ。後に中村是公と鈴木商店の大番頭金子直吉が面談をした。この頃、金子直吉台湾において満鉄初代総裁後藤新平の知遇を得て樟脳、製糖、製塩などの事業の成功を収めていた。

事業引き継ぎについては次の条件をもとに決定された。
1、2ヶ年間に現在の 2倍の製造能力を拡張する事
2、午現在使用しつある技術員、職工等は現在の待遇を以て其の憧継続する事
3、現在の商標はこれを継続する事
4、会社より命ずる各種の試験は必ず指示通りこれを実行すること、但し之が為に特に設備を 要するときは会社は其の費用を負担す。
この条件の元、鈴木商店は大連市にあった「大連工場（敷地面積6,600㎡、原料の大豆の日処理能力は約250トン）」とベンジン法など含む特許権を継承した。
そして1915年（大正4年）より業務継承し、合名会社鈴木商店製油部（鈴木商店部門管轄）で営業した。1917年には工場を静岡県清水市（能力は大連工場の2倍、現在のJ-オイルミルズ清水工場）、神奈川県横浜市（能力は大連工場と同じ）、兵庫県武庫郡（能力は大連工場と同じ）に建設した。
豊年製油創設
しかし1918年（大正7年）、第一次世界大戦の終結を機に、反動不況が訪れ、日本経済がデフレ基調になり、戦後不況が深刻化した1921年（大正10年）には鈴木商店の整理が発表された。同社は直営部門の独立分離化を進めたが1920年の 豆粕の需要はピークを迎えており、製油部は断続的操業（工場によっては操業自体を停止）を行った（清水工場は主力工場として操業を続けた）。しかし製油部も直営での運営が厳しい状況であり、分離独立を余儀なくされた。そして1922年（大正11年）、鈴木商店本店にて総会が開かれ豊年製油株式会社が設立された。豊年製油は国内3工場と大連工場の営業権と特許等事業権継承。資本金1000万円で創業され、初代社長柳田富士松（鈴木商店番頭）、取締役には永井幸太郎（日商岩井の前身の商社日商の取締役社長や貿易庁長官を歴任）が就任した。
全盛期
1924年（大正13年）、柳田が社長を辞任。二代目社長に杉山金太郎が就任。杉山は井上準之助（当時大蔵大臣）と森広蔵（当時台湾銀行副総裁）が金子直吉に推薦し、三河台町で引き合わせた。この時の豊年製油は鈴木商店などの影響を受け清水工場などを担保に資本金に対して六割を超える債務があるなど金融的な問題を抱えていた。しかし、一切の問題を解決させ、そこから近代製油業の基礎となるビジネススタイルで社長として30年程務めた。杉山は自ら渡満し大豆の買い付けたり、買い付け保証をするために大連に出張所を開設させ、ハルピンや長春に駐在員を置いた。また杉山が社長に就任した1924年から豊年は国内の豆油生産量の68%のシェアと非常に高いシェアを占めていた。1930年（昭和5年）には清水工場が昭和天皇の視察先の一つに選ばれている。1931年（昭和6年）には豆油の製造において、日清製油の3倍の生産量を誇っていた。1939年には豆粕の国内生産量の5割以上を占めていたほか、大豆油においても7割以上を占めるに至った。同時期に特約店を基にした販売組織「豊年会」を結成。その後も「桜豆」や「豊年グルー」といったヒット商品を生み出し続ける。1930年（昭和5年）には昭和天皇が清水工場を視察。また1958年（昭和33年）には当時の皇太子（現在の上皇明仁）が清水工場を視察し、天皇家2代にわたる来訪となった。
また80年代には跳ねない油「豊年デリシィ」を発売し、名を轟かせた。1982年に高リノール酸サラダ油シリーズを発売。
合併
2002年（平成14年）に味の素製油とホーネンコーポレーション（1989年に豊年製油から社名変更）は2社で株式を移転し資本金100億円で豊年味の素製油を二社の完全親会社として設立。2004年（平成16年）には吉原製油も合併に参加しJ-オイルミルズとなる。

## 沿革
- 1922年4月20日 - 豊年製油株式会社を設立。取締役社長に柳田富士松が就任。
- 1923年9月 - 関東大震災により横浜工場倒壊焼失。
- 同年9月 - 竹田恒徳王、恒徳王妃光子、渡辺紀子が、別日に久邇宮朝融王が清水工場に来場。
- 1924年4月 - 柳田富士松取締役社長、取締役森衆郎辞任。 取締役に杉山金太郎、松尾晴見が就任。
- 同年5月 - 本社を東京に移転。取締役社長に杉山金太郎、監査役に内海静大郎が就任。
- 1925年1月 - 大連市汐見町に出張所開設。
- 1926年1月 - 東京豊年会が結成。豊年会は今後各地方に結成されるがこれは特約店会である。
- 1928年4月 - 本社が丸ノ内八重洲ビルヂングに移転。
- 1929年9月 - 西部豊年会が結成。
- 1930年5月 - 昭和天皇が清水工場に来場。
- 同年7月 - 「ユタカ豆」発売。
- 1931年8月 - 「豊年グルー」完成。
- 同年12月 - 中部豊年会結成。
- 1932年12月 - 小日山直登を顧問に推薦。
- 1933年8月 - 松本烝治監査役就任。
- 同年11月 - 杉山金太郎社長が愛新覚羅溥儀に面会。
- 1934年11月 - 満洲国実業部大臣張燕卿が清水工場に来場。
- 1936年10月 - 満洲国財政部大臣孫基昌が清水工場に来場。
- 1937年5月 - 朝香宮鳩彦王が清水工場に来場。
- 同年8月 - 大蔵公望を顧問に推薦。
- 1944年4月 - 軍需大臣、陸軍大臣から軍需会社に指定される。また、厚生大臣より軍需会社徴用規則による指定軍需工場に指定される。
- 同年10月 - 三笠宮崇仁親王が清水工場に来場。
- 1947年4月 - 株式の一部が公開される。
- 同年7月 - 資本金を3000万円に増資。
- 1948年5月 - 資本金を6000万円に増資、同年12月には1億5000万円に増資、また翌年8月には3億円に増資。
- 1949年5月 - 東京証券取引所第一部、大阪証券取引所第一部に上場。
- 1954年10月 - 取締役会長に杉山金太郎、取締役社長に杉山元太郎が就任。
- 1955年8月 - 「豊年豆腐粉三○番」発売。
- 同年12月 - 「豊年ソヤレット一号」発売。
- 1956年7月 - 新証、京証の上場再審査。
- 同年11月 - 「醸造用パールビーン」発売。
- 同年11月 - 資本金を10億円に増資。
- 1958年5月 - 豊ホルマリン工業株式会社創立。
- 同年10月 - 当時皇太子（現上皇明仁）清水工場に来場。
- 1961年1月 - 資本金を15億円に増資。
- 同年12月 - 清水工場の用地から工場先18,000坪の埋め立ての免許される。
- 1964年 - ユニリーバと合弁で 豊年リーバ（初代）（後のユニリーバ・ジャパン）を設立する。
- 1989年 - 株式会社ホーネンコーポレーションに社名変更。
- 2000年 - ニチメンから日華油脂を傘下に入れる。同年、日本リーバと合弁で豊年リーバ（2代目）を設立し、製菓製パン材料など業務用加工油脂と家庭用マーガリンのラーマなど家庭用油脂事業を行う。
- 2002年 - 味の素製油株式会社と共同で株式を移転し、資本金100億円で二社の完全親会社となる株式会社豊年味の素製油を設立して子会社となる。
- 2004年 - 株式会社J-オイルミルズと合併して解散。その際、化成品事業はJ-ケミカルとして分社化し、J-オイルミルズの子会社となる。

## 歴代社長
初代 - 柳田富士松（1922-1924）鈴木商店出身で同社の大番頭でもあった実業家。とくに洋糖商会では、 ジャワ糖の世界一流の大手筋として知られ、国内の生産高はピーク時で年間290万トン程度だったが、鈴木商店はその二割を取り扱っていた。
二代目 - 杉山金太郎（1924-1954）大阪商業大学卒。不況の影響で鈴木商店からの分社化を進める中で、中外貿易や横浜正金銀行の再建などで実績を挙げていた杉山が、井上準之助や森広蔵など政財界の大物たちの推薦で社長に就任。また、銀行などに分散した株式を私材で買収しオーナーとなり、上場後も大株主として同社を支えた。製品の多角化を進め、特に脱脂大豆を用いた製品の商品開発を加速し「ユタカ豆」等、革新的な商品を市場に投入し、豆粕の国内生産量の5割以上を占めていたほか、大豆油においても7割以上を占めるに至った。 長男の元太郎が社長に就任後は会長であった。
三代目 - 杉山元太郎（1954-1970）慶應義塾大学を卒業後、三菱商事に経て1945年に同社に入社、1948年に専務に就任。1954年、社長就任。同社の製品ポートフォリオを広げ、新たな抽出技術やパッケージの導入を加速し、現在の食品業界の基盤となるモデルを開発。また父金太郎と共に、豊年リーバ、豊ホルマリン工業、豊産業などの創業も行った。1970年、癌で死去。ちなみに、この後も杉山家は株を保有したが、後継者を輩出することはなく、元太郎の孫にあたる顕太郎も新卒で入社したが2年で退社した。
四代目 -  吉井泰次 （1970-1982）富士銀行出身。社長としての任期は12年間続き、国際的な事業拡大に尽くした。また清水工場をはじめとする国内外の施設を活用し、製品の安定供給と製品ラインの拡充にも貢献した。
五代目 -  師崎正夫（1982-1986）東京大學農学部農芸化学科卒、終戦を陸軍大尉で満州で迎え、四年間のシベリア抑留生活のあと、1949年に豊年製油に入社、1982年に社長就任、1986年会長、1991年から相談役。
六代目 -  中村博（1986-1989） 東京外国語大学卒、1954年入社。フルブライト奨学金でハーバード大学、イリノイ大学で学び、63年イリノイ大学農学博士。1974年取締役、1980年常務、1984年専務を経て、1986年社長に就任。
七代目 -  嶋雅二（1989-2000）同志社大学卒。1989年に社長就任、その後、会長就任後もCEOであり、味の素製油との統合の交渉にあたり、持ち株会社「豊年味の素製油」の初代社長な就任。 2003年には吉原製油との経営統合を進めJ-オイルミルズへの商号変更を行った。2005年J-オイルミルズ代表取締役会長。
八代目 -  野村悦夫（2000-2004） 早稲田大学第一商学部卒。2000年に専務から昇格し、社長就任。業界再編を通じて生き残りを図ることに注力し、効率的な運営や財務・技術力の強化に力を入れた。味の素製油との統合など、事業拡大と企業の存続に向けた重要な改革も行った。